# Thomas Muster
Thomas Muster (* 2. Oktober 1967 in Leibnitz, Steiermark) ist ein ehemaliger österreichischer Tennisspieler. Insgesamt gewann er in den 1980er und 1990er Jahren 44 Turniere im Einzel. Sein größter Erfolg war der Titelgewinn 1995 bei den French Open. Außerdem war er insgesamt sechs Wochen lang die Nummer 1 der Weltrangliste, womit er der bislang erfolgreichste österreichische Tennisspieler ist. Noch heute gilt er als einer der besten Sandplatzspieler der Tennisgeschichte. 
Mit 80 Prozent gewonnenen Finalspielen hält Muster noch heute den Rekord aller Spieler, die mindestens 25 Finals erreicht haben. Er gewann 44 von 55 Finals.

## Karriere
Aufsehen erregte Muster erstmals mit dem Finaleinzug bei den Junior French Open und dem Gewinn der Orange Bowl 1985. Schon damals wurde er von seinem langjährigen Trainer Ronnie Leitgeb betreut. Im selben Jahr wurde er Profi und gewann sein erstes Turnier 1986 in Hilversum.
Sein Spielstil als Linkshänder war geprägt von starkem Topspin, der vor allem für Sandplätze geeignet war. Dennoch war er kein reiner Grundlinienspieler und streute auch gelegentlich Netzangriffe ein, wobei er die Rückhand stets einhändig spielte.
1988 gewann Muster vier Turniere und belegte das erste Mal einen Platz in den Top 20. 1989 erreichte er das Halbfinale der Australian Open, wo er in einer knappen Partie gegen die damalige Nummer 1 der Welt, Ivan Lendl, in vier Sätzen verlor. 
Am 31. März 1989 gewann er gegen Yannick Noah das Halbfinale in Key Biscayne, wurde aber nur Stunden später von einem betrunkenen Autofahrer angefahren, wobei er eine schwere Knieverletzung erlitt. Sechs Monate später feierte er in einem Schaukampf gegen Ivan Lendl, der sein Finalgegner in Key Biscayne gewesen wäre, sein Comeback.
Schon 1990 konnte er wieder Turniersiege feiern, zwei auf Sand, einen auf Hartplatz. 1995 war das erfolgreichste Jahr für Muster, in dem er zwischen Februar und Juli auf Sand 40 Spiele in Serie gewann. Nach dem Halbfinal-Erfolg über Andrea Gaudenzi 1995 in Monaco brach er zusammen. Trotzdem trat Muster am nächsten Tag im Endspiel gegen Boris Becker an. Nach Abwehr von zwei Matchbällen gelang es Muster, die Partie zu drehen und in fünf Sätzen zu gewinnen. Auch bei einem weiteren Super-9-Turnier, den Italian Open in Rom, konnte er sich gegen Sergi Bruguera, den Sieger der French Open von 1993 und 1994, durchsetzen. 
Im Mai siegte Muster auch bei den French Open gegen Michael Chang und feierte damit seinen einzigen Grand-Slam-Titel. Nach dem Ende der Siegesserie auf Sand durch eine Niederlage gegen Àlex Corretja in Gstaad siegte er im Semifinale von Stuttgart, einem Turnier der damaligen Championship-Serie, erneut gegen Sergi Bruguera, um schließlich im Finale gegen Jan Apell zu gewinnen. Im Finale von Kitzbühel scheiterte er an Albert Costa, den er zuvor im Viertelfinale der French Open besiegt hatte. Genauso musste er sich im Finale des Hallenturniers von Wien Filip Dewulf geschlagen geben. 
Durch einen Sieg im Halbfinale über Pete Sampras konnte er jedoch ins Finale des Super-9-Turniers von Essen vorstoßen und dort durch den Sieg über MaliVai Washington auch einen Titel in einem Super-9-Turnier in der Halle erringen. Thomas Muster gewann in diesem Jahr zwölf ATP-Titel und beendete die Saison an dritter Stelle in der Weltrangliste. Am 12. Februar 1996 wurde Thomas Muster Nummer 1 der Weltrangliste, zunächst nur für eine Woche, einen Monat später dann für weitere fünf Wochen.

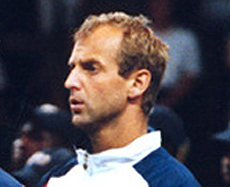
Thomas Muster 1997

Er wurde als österreichischer Sportler des Jahres 1990 und 1995 ausgezeichnet. Den letzten ATP-Titel gewann Muster 1997 in Key Biscayne. 1999 beendete er nach dem Erstrundenaus bei den French Open gegen Nicolás Lapentti seine Karriere, ohne offiziell seinen Rücktritt bekannt gegeben zu haben. Insgesamt errang er 44 ATP-Titel, die meisten davon auf Sand. 2005 gab Muster bei der BA-CA Tennis Trophy in Wien ein kleines Comeback auf der ATP Tour, im Doppel spielte er an der Seite von Oliver Marach.
Der Stärke von Muster auf Sand und Hartplatz stehen eher schwächere Bilanzen auf schnelleren Hallenböden und Rasen in der ATP Tour gegenüber. Allerdings spielte er vorwiegend auf Sand (320 Siege/109 Niederlagen) und Hartplatz (118/59) und seltener in der Halle (35/46) und auf Rasen (6/9). 
Daraus ergibt sich das Kuriosum, als einzige Nummer 1 der Welt nie ein Spiel in Wimbledon gewonnen zu haben. Immerhin gewann er 1996 drei Spiele beim renommierten Rasenturnier im Queen’s Club und unterlag erst im Halbfinale Stefan Edberg in drei Sätzen.
Muster ist der erfolgreichste österreichische Davis-Cup-Spieler. Er steht bei 36 Einzelsiegen bei 8 Niederlagen und 8 Doppelsiegen bei 10 Niederlagen. Muster führte das österreichische Team 1990 bis ins Halbfinale und gewann seine Einzelpartien gegen Michael Chang und Andre Agassi. 
Sein Team verlor im Ernst-Happel-Stadion 2:3, nachdem Horst Skoff das entscheidende Match gegen Chang trotz einer 2:0-Satzführung, das am Sonntag beim Spielstand von 2:1 abgebrochen und am Montag zu Ende gespielt wurde, verloren hatte.
Zwischen Februar 2003 und September 2006 war Muster österreichischer Davis-Cup-Kapitän. Ab 2003 spielte er auf der ATP Champions Tour. Trotz seines großen Kampfgeistes war Muster auch immer wieder für lustige Einlagen und Shows am und um den Tenniscourt bekannt. So spielte er im Juni 2005 für eine TV-total-Sendung mit Elton im Doppel gegen Stefan Raab/Boris Becker im Rahmen der Gerry Weber Open in Halle. 
Im November 2009 entschied er ein Showmatch – das auch als „Geschlechterkampf“ angekündigt worden war – gegen die Österreicherin Sybille Bammer für sich.
Am 16. Juni 2010 gab Muster seine Meldung für den Einzel- und den Doppelbewerb des Challenger-Turniers in Braunschweig bekannt, wo er vom Veranstalter eine Wildcard erhielt. Er verlor gleich in der ersten Runde gegen Conor Niland mit 2:6, 1:6. 
Auch im Doppelbewerb schied er in der ersten Runde aus. Auch bei den Challenger-Turnieren in Kitzbühel, Como, Rijeka und Palermo kassierte er jeweils Erstrundenniederlagen. Erst beim fünften Turnier nach seinem Comeback konnte er am 21. September 2010 den ersten Sieg verbuchen: Beim Challenger-Turnier in Ljubljana besiegte Muster den Slowenen Borut Puc mit 6:3, 6:1. Allerdings unterlag er bereits in der zweiten Runde dem Italiener Alessio di Mauro. 
Muster konnte damit sieben ATP-Punkte erzielen und sich wieder in den Top 1000 der ATP-Weltrangliste platzieren. 
Am 26. Oktober 2010 spielte er gegen Andreas Haider-Maurer nach mehr als zehnjähriger Unterbrechung bei einem ATP-Turnier, der BA-Trophy in Wien. Er verlor das Match mit 2:6, 6:7.
Muster beendete seine erste „Comeback-Saison“ mit einer Bilanz von einem Sieg bei acht Niederlagen und Platz 980 in der ATP-Weltrangliste. 
Auch 2011 spielte er erneut beim ATP-Turnier in Wien, verlor aber erneut in der ersten Runde – gegen den damals 18-jährigen Dominic Thiem, der für dieses Turnier eine Wildcard erhalten hatte und damit seinen ersten Sieg auf der ATP World Tour feierte.
Im Jänner 2020 war Muster vorübergehend als Trainer für Thiem tätig, die Zusammenarbeit wurde nach drei Wochen wieder beendet.

## Privates
Thomas Muster war von 2000 bis 2005 mit der australischen Fernsehmoderatorin Jo Beth Taylor verheiratet und hat mit ihr einen 2001 geborenen Sohn. 
Am 25. April 2010 heiratete er in der Südsteiermark Caroline Ofner, die Mutter seiner 2009 geborenen Tochter.

## Rekorde
1995 gewann Thomas Muster als erster Spieler zwölf Turniere im Einzel in einem Jahr, was bis heute Rekord auf der ATP Tour ist (die Rekorde vor Einführung der ATP Tour in der Saison 1990 hält Guillermo Vilas mit 16 Einzeltiteln und 46 Siegen in Folge im Jahre 1977). 
Seit 2006 teilt er diesen Rekord mit Roger Federer, der in diesem Jahr auch diese Anzahl erreicht hat.
Muster ist der einzige Weltranglistenerste der Open Era, der in Wimbledon kein einziges Match gewinnen konnte. Lediglich bei seinem letzten Auftritt 1994 gegen den Deutschen Alexander Mronz gelangen ihm überhaupt zwei Satzgewinne, alle drei anderen Auftritte davor verlor er glatt in drei Sätzen. Die inzwischen 28 weiteren Weltranglistenersten erreichten alle mindestens das Achtelfinale im All England Lawn Tennis and Croquet Club.
Darüber hinaus hat Thomas Muster die beste Quote an gewonnenen ATP-Endspielen aller Spieler, die in mindestens 25 Turnieren das Finale erreichten. Er selbst hat 80 Prozent davon gewonnen.

## Erfolge
| Legende                 |
| Grand Slam (1)          |
| ATP Masters Serie (8)   |
| ATP Tour (35)           |
| ATP Challenger Tour (5) |

### Einzel

#### Turniersiege

##### ATP Tour
| Nr. | Datum              | Turnier               | Belag     | Finalgegner            | Ergebnis                |
| --- | ------------------ | --------------------- | --------- | ---------------------- | ----------------------- |
| 1.  | 3. August 1986     | Hilversum             | Sand      | Jakob Hlasek           | 6:1, 6:3, 6:3           |
| 2.  | 4. Juli 1988       | Boston                | Sand      | Lawson Duncan          | 6:2, 6:2                |
| 3.  | 25. Juli 1988      | Bordeaux              | Sand      | Ronald Agénor          | 6:3, 6:3                |
| 4.  | 8. August 1988     | Prag                  | Sand      | Guillermo Pérez Roldán | 6:4, 5:7, 6:2           |
| 5.  | 19. September 1988 | Bari                  | Sand      | Marcelo Filippini      | 2:6, 6:1, 7:5           |
| 6.  | 1. Januar 1990     | Adelaide              | Hartplatz | Jimmy Arias            | 3:6, 6:2, 7:5           |
| 7.  | 5. März 1990       | Casablanca            | Sand      | Guillermo Pérez Roldán | 6:1, 6:7, 6:2           |
| 8.  | 14. Mai 1990       | Rom (1)               | Sand      | Andrei Tschesnokow     | 6:1, 6:3, 6:1           |
| 9.  | 10. Juni 1991      | Florenz (1)           | Sand      | Horst Skoff            | 6:2, 6:7, 6:4           |
| 10. | 9. September 1991  | Genf                  | Sand      | Horst Skoff            | 6:2, 6:4                |
| 11. | 20. April 1992     | Monte Carlo (1)       | Sand      | Aaron Krickstein       | 6:3, 6:1, 6:3           |
| 12. | 8. Juni 1992       | Florenz (2)           | Sand      | Renzo Furlan           | 6:3, 1:6, 6:1           |
| 13. | 24. August 1992    | Umag (1)              | Sand      | Franco Davin           | 6:1, 4:6, 6:4           |
| 14. | 22. Februar 1993   | Mexiko-Stadt (1)      | Sand      | Carlos Costa           | 6:2, 6:4                |
| 15. | 7. Juni 1993       | Florenz (3)           | Sand      | Jordi Burillo          | 6:1, 7:5                |
| 16. | 14. Juni 1993      | Genua                 | Sand      | Magnus Gustafsson      | 7:6, 6:4                |
| 17. | 2. August 1993     | Kitzbühel             | Sand      | Javier Sánchez         | 6:3, 7:5, 6:4           |
| 18. | 9. August 1993     | San Marino            | Sand      | Renzo Furlan           | 7:5, 7:5                |
| 19. | 23. August 1993    | Umag (2)              | Sand      | Alberto Berasategui    | 7:5, 3:6, 6:3           |
| 20. | 27. September 1993 | Palermo               | Sand      | Sergi Bruguera         | 7:6, 7:5                |
| 21. | 21. Februar 1994   | Mexiko-Stadt (2)      | Sand      | Roberto Jabali         | 6:3, 6:1                |
| 22. | 25. April 1994     | Madrid                | Sand      | Sergi Bruguera         | 6:2, 3:6, 6:4, 7:5      |
| 23. | 13. Juni 1994      | St. Pölten (1)        | Sand      | Tomás Carbonell        | 4:6, 6:2, 6:4           |
| 24. | 27. Februar 1995   | Mexiko-Stadt (3)      | Sand      | Fernando Meligeni      | 7:6, 7:5                |
| 25. | 3. April 1995      | Estoril (1)           | Sand      | Albert Costa           | 6:4, 6:2                |
| 26. | 10. April 1995     | Barcelona (1)         | Sand      | Magnus Larsson         | 6:2, 6:1, 6:4           |
| 27. | 24. April 1995     | Monte Carlo (2)       | Sand      | Boris Becker           | 4:6, 5:7, 6:1, 7:6, 6:0 |
| 28. | 15. Mai 1995       | Rom (2)               | Sand      | Sergi Bruguera         | 3:6, 7:6, 6:2, 6:3      |
| 29. | 11. Juni 1995      | French Open           | Sand      | Michael Chang          | 7:5, 6:2, 6:4           |
| 30. | 19. Juni 1995      | St. Pölten (2)        | Sand      | Bohdan Ulihrach        | 6:3, 3:6, 6:1           |
| 31. | 17. Juli 1995      | Stuttgart Outdoor (1) | Sand      | Jan Apell              | 6:2, 6:2                |
| 32. | 7. August 1995     | San Marino            | Sand      | Andrea Gaudenzi        | 6:2, 6:0                |
| 33. | 21. August 1995    | Umag (3)              | Sand      | Carlos Costa           | 3:6, 7:6, 6:4           |
| 34. | 11. September 1995 | Bukarest              | Sand      | Gilbert Schaller       | 6:3, 6:4                |
| 35. | 23. Oktober 1995   | Essen                 | Teppich   | MaliVai Washington     | 7:6, 2:6, 6:3, 6:4      |
| 36. | 4. März 1996       | Mexiko-Stadt (4)      | Sand      | Jiří Novák             | 7:6, 6:2                |
| 37. | 8. April 1996      | Estoril (2)           | Sand      | Andrea Gaudenzi        | 7:6, 6:4                |
| 38. | 15. April 1996     | Barcelona (2)         | Sand      | Marcelo Ríos           | 6:3, 4:6, 6:4, 6:1      |
| 39. | 22. April 1996     | Monte Carlo (3)       | Sand      | Albert Costa           | 6:3, 5:7, 4:6, 6:3, 6:2 |
| 40. | 13. Mai 1996       | Rom (3)               | Sand      | Richard Krajicek       | 6:2, 6:4, 3:6, 6:3      |
| 41. | 15. Juli 1996      | Stuttgart Outdoor (2) | Sand      | Jewgeni Kafelnikow     | 6:2, 6:2, 6:4           |
| 42. | 9. September 1996  | Bogotá                | Sand      | Nicolás Lapentti       | 6:7, 6:2, 6:3           |
| 43. | 10. Februar 1997   | Dubai                 | Hartplatz | Goran Ivanišević       | 7:5, 7:6                |
| 44. | 17. März 1997      | Miami                 | Hartplatz | Sergi Bruguera         | 7:6, 6:3, 6:1           |

##### Challenger Tour
| Nr. | Datum              | Turnier        | Belag | Finalgegner            | Ergebnis |
| --- | ------------------ | -------------- | ----- | ---------------------- | -------- |
| 1.  | 27. Oktober 1985   | Belo Horizonte | Sand  | Carlos di Laura        | 6:1, 6:4 |
| 2.  | 4. Mai 1986        | Loipersdorf    | Sand  | Ulf Stenlund           | 6:3, 7:5 |
| 3.  | 4. März 1990       | Kairo          | Sand  | José Francisco Altur   | 6:4, 6:3 |
| 4.  | 25. März 1990      | Agadir         | Sand  | Guillermo Pérez Roldán | 6:2, 7:5 |
| 5.  | 13. September 1992 | Venedig        | Sand  | Marcos Aurelio Górriz  | 6:4, 6:1 |

#### Finalteilnahmen
| Nr. | Datum              | Turnier     | Belag       | Finalgegner         | Ergebnis                 |
| --- | ------------------ | ----------- | ----------- | ------------------- | ------------------------ |
| 1.  | 18. September 1988 | Barcelona   | Sand        | Kent Carlsson       | 3:6, 3:6, 6:3, 1:6       |
| 2.  | 23. Oktober 1988   | Wien (1)    | Teppich (i) | Horst Skoff         | 6:4, 3:6, 4:6, 2:6       |
| 3.  | 2. April 1989      | Miami       | Hartplatz   | Ivan Lendl          | kampflos                 |
| 4.  | 29. April 1990     | Monte Carlo | Sand        | Andrei Tschesnokow  | 5:7, 3:6, 3:6            |
| 5.  | 6. Mai 1990        | München     | Sand        | Karel Nováček       | 4:6, 2:6                 |
| 6.  | 17. Januar 1993    | Sydney      | Sand        | Pete Sampras        | 6:77, 1:6                |
| 7.  | 24. Oktober 1993   | Wien (2)    | Teppich (i) | Goran Ivanišević    | 6:4, 4:6, 4:6, 6:73      |
| 8.  | 6. August 1995     | Kitzbühel   | Sand        | Albert Costa        | 6:4, 4:6, 6:73, 6:2, 1:6 |
| 9.  | 22. Oktober 1995   | Wien (3)    | Teppich (i) | Filip Dewulf        | 5:7, 2:6, 6:1, 5:7       |
| 10. | 10. August 1997    | Cincinnati  | Hartplatz   | Pete Sampras        | 3:6, 4:6                 |
| 11. | 12. April 1998     | Estoril     | Sand        | Alberto Berasategui | 6:3, 1:6, 3:6            |

### Doppel

#### Turniersiege
| Nr. | Datum              | Turnier | Belag | Partner         | Finalgegner                          | Ergebnis |
| --- | ------------------ | ------- | ----- | --------------- | ------------------------------------ | -------- |
| 1.  | 19. September 1988 | Bari    | Sand  | Claudio Panatta | Francesco Cancellotti Simone Colombo | 6:3, 6:1 |

#### Finalteilnahmen
| Nr. | Datum           | Turnier | Belag | Partner     | Finalgegner                  | Ergebnis |
| --- | --------------- | ------- | ----- | ----------- | ---------------------------- | -------- |
| 1.  | 14. August 1988 | Prag    | Sand  | Horst Skoff | Petr Korda Jaroslav Navrátil | 5:7, 6:7 |

## Auszeichnungen
- Österreichischer Sportler des Jahres (1990 und 1995)
- ATP Comeback Player of the year 1990
- Iron Man Award
- Ehrenbürgerschaft in Leibnitz
- Großes Goldenes Ehrenzeichen des Landes Steiermark
- Großer Josef-Krainer-Preis
- Großes Ehrenzeichen für Verdienste um die Republik Österreich[15]